# Naučná stezka Bučín
Naučná stezka Bučín je naučná stezka v jihomoravských Tetčicích, která vede revírem Bučín. Její celková délka cca 3,5 km a na své trase má 9 zastavení. Stezka byla dobudována v roce 2010.

## Vedení trasy

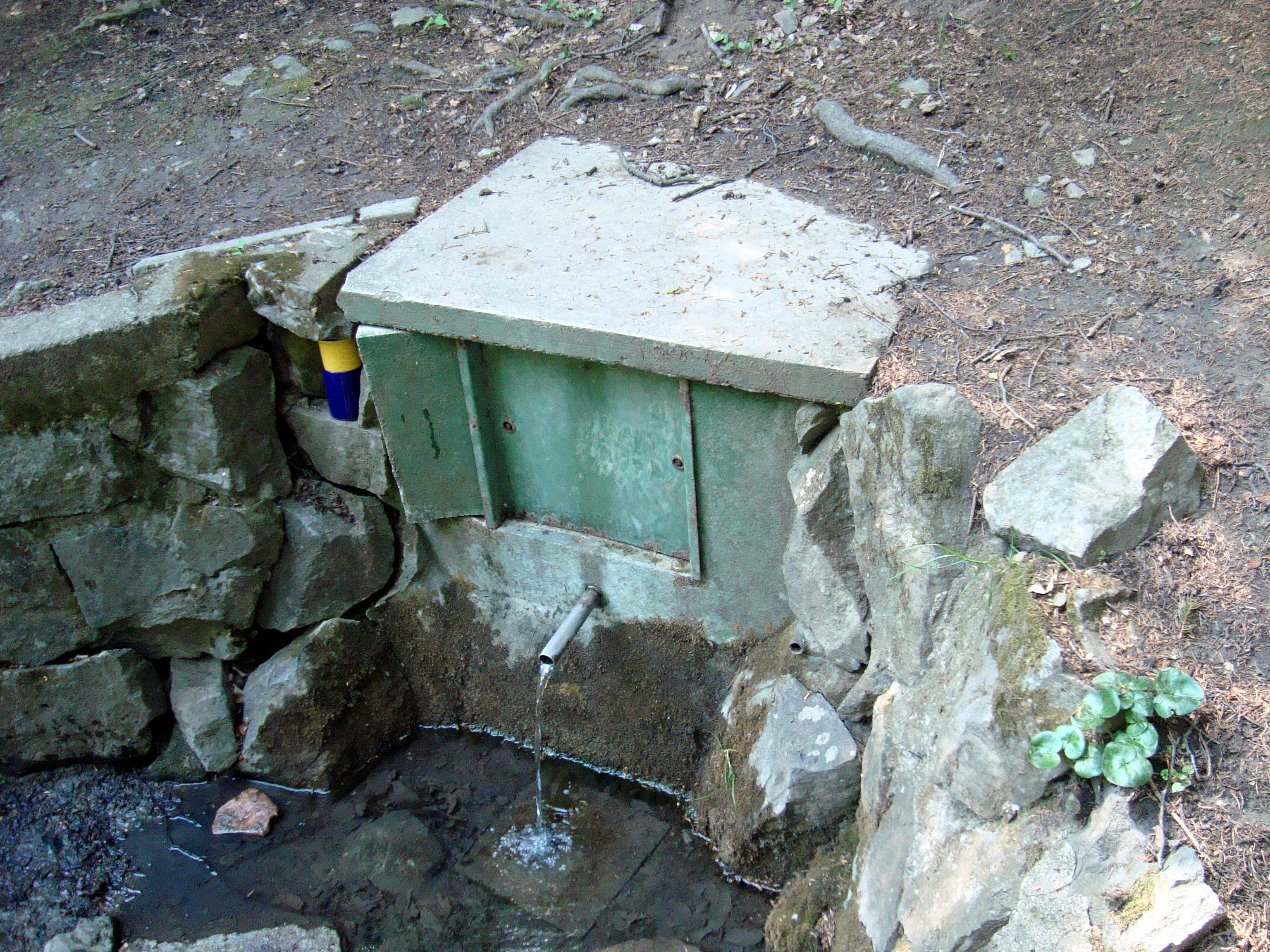
Svatoplukova studánka

Naučná stezka začíná kousek od rozcestníku Bobrava-rozcestí u Omic, v blízkosti Svatoplukovy studánky, když se odděluje od žluté turistické značky. Odtud vede lesní cestou po proudu říčky Bobravy až k Brahovickému potoku, po jehož přechodu se stáčí doprava a po svahu Skalky pokračuje proti proudu potoka necelé 3 km k vyústění na modrou turistickou značku. Odtud vede doprava krátká odbočka k jednomu ze zastavení (č. 6), NS pak od vyústění pokračuje doleva až k rozcestníku Kopaniny-rozcestí v lokalitě Červená louka, přičemž obchází Teplý kopec. NS je možné projít i v obráceném směru.

## Zastavení
- Úvodní tabule (Svatoplukova studánka)
- Historie revíru Bučín - zastavení se nachází v Brahovickém údolí pod málo známým hradištěm
- Vodní režim
- Fauna na Bučíně
- Flóra na Bučíně
- Klonový archiv - poblíž zastavení se nachází klonový archiv jeřábu oskeruše a jeřábu břeku
- Lesní hospodaření
- Myslivost
- Úvodní tabule (Červená louka)